# Nachfrage

Negativer Zusammenhang zwischen Preis und nachgefragter Menge: Je höher der Preis (etwa eines einzelnen Guts oder einer Arbeitsstunde), umso niedriger die Nachfrage und umgekehrt

Nachfrage ist in der Wirtschaft die Menge jeder Art von Gütern und Dienstleistungen, die Wirtschaftssubjekte durch Kauf mit Hilfe von ausreichender Kaufkraft zu einem bestimmten Kaufpreis pro Einheit erwerben wollen. Komplementärbegriff ist das Angebot.
Als nachfragende Wirtschaftssubjekte kommen Unternehmen, Privathaushalte (Verbraucher) sowie der Staat mit seinen Untergliederungen (öffentliche Verwaltung, Staatsunternehmen) in Betracht. Die Nachfrage steht am Ende der Kettenglieder Mangel, Bedürfnis, Bedarf und Nachfrage, die oft synonym verwendet werden, jedoch wirtschaftswissenschaftlich voneinander zu unterscheiden sind. Ein objektiver Mangel wird zum Bedürfnis, wenn er subjektiv durch Wirtschaftssubjekte wahrgenommen wird und ein Anreiz zur Bedürfnisbefriedigung besteht. Wenn sich ein subjektives Bedürfnis konkretisiert, entsteht der ökonomisch relevante Bedarf. Der Bedarf ist die Art und/oder Menge der zur Bedürfnisbefriedigung eines Wirtschaftssubjektes notwendigen Güter und Dienstleistungen. Die Nachfrage ist der zu einem bestimmten Zeitpunkt auf einem Markt durch Kaufkraftunterlegung wirksam gewordene Bedarf.
Die Nachfrage zeigt sich graphisch in einer Nachfragekurve, mathematisch wird sie durch eine Nachfragefunktion in Abhängigkeit vom Preis ausgedrückt.

## Geschichte
Der Physiokrat François Quesnay ging 1758 in dem überhaupt ersten Wirtschaftskreislaufmodell davon aus, dass die Produktion von Gütern dasjenige Einkommen schaffe, das für die Nachfrage nach eben diesen Gütern notwendig sei. Bereits Adam Smith wies in seinem Buch Der Wohlstand der Nationen im März 1776 darauf hin, dass für die Nachfrage nur der Bedarf jener entscheidet, die den Preis der Ware auch bezahlen können („wirksame Nachfrage“; englisch effectual demand). Er legte hiermit die Grundlage dafür, dass nach heutiger Auffassung der Bedarf nur dann zur Nachfrage wird, wenn entsprechende Kaufkraft vorhanden ist und auch eingesetzt wird. 
Das von Jean-Baptiste Say 1803 entwickelte Saysche Theorem unterstellte, dass einem erhöhten Güterangebot auch stets eine entsprechend erhöhte Nachfrage gegenüberstehe und es somit auch keine anhaltende Arbeitslosigkeit geben könne. Thomas Robert Malthus widersprach im Jahre 1820 Quesnay und Say ausdrücklich und hielt ihnen entgegen, dass eine vergrößerte Produktion nur dann von Nutzen sei, wenn für deren Erzeugnisse auch eine Nachfrage bestehe. David Ricardo betonte 1820 in seinen „Anmerkungen über Malthus“ (englisch Notes on Malthus), dass die Nachfrage durch Sparsamkeit nicht vermindert werden könne; sie werde lediglich von dem einen Konsumenten auf andere übertragen. Hier irrte Ricardo, denn Sparen bedeutet nachfragedämpfenden Konsumverzicht, während andere Wirtschaftssubjekte allein wegen dieser Sparabsichten Anderer nicht zu Nachfragern werden. Für Karl Marx hing 1844 die Nachfrage von der „Laune der Reichen und Kapitalisten“ ab. „Nachfrage und Zufuhr [Angebot, d. Verf.] bestimmen beständig die Warenpreise, decken sich nie oder nur zufällig“. John Stuart Mill bestätigte 1869 Smiths Äußerungen in seinen „Grundsätzen der Politischen Ökonomie“.
John Maynard Keynes wiederum ging in seiner im Februar 1936 veröffentlichten Allgemeinen Theorie der Beschäftigung, des Zinses und des Geldes davon aus, dass die unfreiwillige Arbeitslosigkeit (englisch involuntary unemployment) durch Mangel an Nachfrage oder nach unten starre Löhne (englisch sticky wages) entsteht, weil Arbeiter Lohnkürzungen nicht so leicht hinnehmen oder Löhne durch Tarifvertrag gesichert sind.

## Abgrenzungen in den Wirtschaftswissenschaften
In den Wirtschaftswissenschaften gibt es eine Abgrenzung der Kettenglieder Mangel → Bedürfnis → Bedarf → Nachfrage. Bedürfnis ist Friedrich Benedikt Wilhelm von Hermann zufolge „das Gefühl eines Mangels mit dem Streben, ihn zu beseitigen“. Bedürfnisse können zum Kaufmotiv werden, wenn sie einen ausreichenden Grad an Kaufintensität entwickeln. Der Bedarf an Gütern ist „das Ergebnis der Konkretisierung und Spezifizierung von Bedürfnissen in den Wirtschaftsobjekten“. Wird Bedarf mit Kaufkraft – also der Verfügbarkeit über Zahlungsmittel – verbunden und liegt eine entsprechende Zahlungsbereitschaft vor, entsteht hieraus die Güternachfrage.
Gerhard Scherhorn unterschied Bedürfnis, Bedarf und Nachfrage 1959 nach Funktionen: Bedürfnis haben die Verbraucher, Bedarf die Kunden und Nachfrage die Käufer.
Verbraucher, Kunden, Käufer und ihre Rollenpartner stehen sich folgendermaßen gegenüber:
| Marktteilnehmer | Güternachfrage | Marktteilnehmer | Güterangebot |
| --------------- | -------------- | --------------- | ------------ |
| Konsument       | Bedürfnis      | Hersteller      | Befriedigung |
| Kunde           | Bedarf         | Personal        | Bedienung    |
| Käufer          | Nachfrage      | Verkäufer       | Angebot      |

Der Konsument entwickelt ein Bedürfnis, dem der Hersteller durch Bedürfnisbefriedigung begegnet. Im nächsten Schritt wird der Konsument zum Kunden, der auf der Angebotsseite bedient wird, worauf in der dritten Phase der Käufer eine Kaufentscheidung trifft, mit der er Nachfrage entwickelt, die durch ein entsprechendes Angebot des Verkäufers befriedigt wird.

## Elastizität der Nachfrage
Der Einfluss verschiedener Faktoren auf die Höhe der Nachfrage lässt sich über die Elastizität messen.
Mit der direkten Preiselastizität der Nachfrage werden die unterschiedlichen Reaktionen der Nachfrage auf Preisänderungen beschrieben. Sie erteilt Auskunft darüber, wie die Nachfrage auf Preisänderungen reagiert. Die Nachfrage kann relativ elastisch, relativ unelastisch, vollkommen elastisch oder auch vollkommen unelastisch sein:
- Relativ elastische Nachfrage: Bei einer einprozentigen Erhöhung der Preise geht die Nachfragemenge um mehr als 1 % zurück, die Ausgaben nehmen also ab. Bei einer Senkung der Preise um 1 % nimmt die Nachfragemenge um mehr als 1 % zu, die Ausgaben nehmen also zu.
- Relativ unelastische Nachfrage: Bei einer einprozentigen Erhöhung der Preise geht die Nachfragemenge um weniger als 1 % zurück, die Ausgaben nehmen zu. Bei einer Senkung der Preise um 1 % nimmt die Nachfragemenge um weniger als 1 % zu, die Ausgaben nehmen ab.
- Vollkommen unelastische Nachfrage: Die Nachfrage reagiert nicht auf Preisänderungen. Erhöhen sich die Preise, erhöhen sich die Ausgaben. Sinken die Preise, sinken die Ausgaben.
- Vollkommen elastische Nachfrage: Steigen die Preise, sinkt die Nachfrage auf Null.

Die Einkommenselastizität der Nachfrage gibt an, wie sich die nachgefragte Menge bei Einkommensänderungen ändert. Erhöhen sich die Einkommen, nimmt die Nachfrage nach so genannten normalen Gütern zu (die Elastizität ist positiv). Der Elastizitätswert gibt an, in welchem Umfang sich die nachgefragte Menge erhöht. Bei inferioren Gütern ist die Elastizität der Einkommen negativ.

## Arten
Die Bedürfnisse werden auch als latente Nachfrage bezeichnet, die manifeste Nachfrage ist die tatsächliche Marktentnahme. Sinkt beispielsweise der Marktpreis für ein Gut, so werden einige Konsumenten, die bisher auf das entsprechende Gut verzichteten, nun ebenfalls dieses Gut kaufen; der niedrigere Preis fällt in ihre Zahlungsbereitschaft. Andere Konsumenten weiten möglicherweise ihren Verbrauch aus. „Es handelt sich hierbei um zusätzliche Nachfrage, die bisher noch nicht in Erscheinung getreten war und bei anderer Preisstellung auch nicht in Erscheinung getreten wäre“. Eine Änderung der Gesamtnachfrage ist entweder darauf zurückzuführen, dass bisher latente Nachfrage wirksam geworden ist oder bisher wirksame Nachfrage latent wird. Die sich in Käufen manifestierende Nachfrage kann bei den Anbietern durch Umsatzerlöse gemessen werden. 
Die höchste Aggregationsebene der Nachfrage ist die gesamtwirtschaftliche Nachfrage einer Volkswirtschaft. Sie teilt sich auf in die Nachfrage auf Teilmärkten wie beispielsweise die Güternachfrage (Gütermarkt), Devisennachfrage (Devisenmarkt), Geldnachfrage (Geldmarkt), Kapitalnachfrage (Kapitalmarkt), Kreditnachfrage (Kreditmarkt), Arbeitsnachfrage (Arbeitsmarkt) oder die Binnennachfrage eines Binnenmarkts im Gegensatz zur Exportnachfrage. 
Die Wirtschaftstheorie erfasst das Nachfrageverhalten durch Nachfragefunktionen, die die Beziehung zwischen Nachfrage und Preis ausdrücken. Regelfall ist dem Gesetz der Nachfrage zufolge, dass die Nachfrage nach einem normalen Gut abnimmt, wenn sich sein Preis erhöht. Als Nachfrageeffekte kennt man die Verhaltenseffekte von Nachfragern wie den Bandwageneffekt (Mitläufereffekt), Snobeffekt (gegenläufiges Nachfragerverhalten), Veblen-Effekt (Prestigekonsum) sowie das Giffen-Paradoxon (Sonderform der inversen Preiselastizität bei inferioren Gütern).